# Ayr (Queensland)
Ayr é uma cidade pertencente ao estado de Queensland, Austrália, situada próximo ao delta do rio Burdekin. Localiza-se dentro do Condado de Burdekin, o qual produz a maior quantidade de cana-de-açúcar por quilômetro quadrado do país, utilizando-se de água de lençol freático. A água da barragem do rio Burdekin é utilizada para irrigar plantações de milho quando não chove.